# Kalipurwo
Kalipurwo is een bestuurslaag in het regentschap Kebumen van de provincie Midden-Java, Indonesië. Kalipurwo telt 2777 inwoners (volkstelling 2010).